# People Are People (singolo)
People Are People è un brano dei Depeche Mode uscito il 12 marzo 1984 ed è il primo singolo estratto da Some Great Reward.

## Descrizione
Il brano parla dei pregiudizi e del razzismo contro le persone di un'altra "razza".
Il singolo ottenne un immediato successo in tutta Europa, mentre negli Stati Uniti scalò le classifiche con oltre un anno di ritardo, nell'estate 1985, diventando il primo brano del gruppo a penetrare nella prestigiosa Billboard Hot 100, alla posizione numero 13. Ha inoltre raggiunto la posizione numero 4 nella Official Singles Chart britannica, ed è il maggiore successo del gruppo nel Regno Unito, insieme a Barrel of a Gun e Precious.
People Are People diede il titolo a una raccolta omonima lanciata negli Stati Uniti per capitalizzare il successo radiofonico del brano. Venne inoltre inserito nelle raccolte The Singles 81-85, The Best of Depeche Mode, Volume 1 e in Remixes 81-04 in versione remixata.

## Video musicale
Il video del brano, diretto da Clive Richardson, è stato girato all'interno della HMS Belfast (C35) affiancato da alcune scene della seconda guerra mondiale.
Ci sono 2 versioni del video: la Different Mix che venne inserita nella VHS Some Great Videos e l'original version che venne inserita nel DVD The Best of Depeche Mode Videos, Volume 1. Entrambe le versioni vennero poi inserite nel triplo DVD Video Singles Collection.
Alcuni spezzoni delle due versioni video compaiono in Martyr.

## Tracce
1. People Are People (Single Version) – 3:43 (Martin Lee Gore)
2. In Your Memory (Single Version) – 4:01 (Alan Wilder)

## Formazione
Hanno partecipato alle registrazioni, secondo le note di copertina di Some Great Reward:
Gruppo
- Martin Gore – strumentazione, voce
- Alan Wilder – strumentazione, voce
- David Gahan – strumentazione, voce principale
- Andrew Fletcher – strumentazione, voce

Produzione
- Daniel Miller – produzione
- Depeche Mode – produzione
- Gareth Jones – produzione
- Ben Ward – assistenza tecnica
- Stefi Marcus – assistenza tecnica
- Colin McMahon – assistenza tecnica
- Brian Griffin – fotografia
- Stuart Graham – assistenza alla fotografia
- Martyn Atkins – design
- David A. Jones – design
- Marcx – design

## Classifiche
| Classifica (1984/85)              | Posizione massima |
| --------------------------------- | ----------------- |
| Australia                         | 25                |
| Austria                           | 6                 |
| Belgio (Fiandre)                  | 3                 |
| Canada                            | 15                |
| Francia                           | 48                |
| Germania                          | 1                 |
| Irlanda                           | 2                 |
| Italia                            | 21                |
| Norvegia                          | 10                |
| Paesi Bassi                       | 8                 |
| Regno Unito                       | 4                 |
| Stati Uniti                       | 13                |
| Stati Uniti (dance club)          | 44                |
| Stati Uniti (dance singles sales) | 44                |
| Sudafrica                         | 23                |
| Svezia                            | 15                |
| Svizzera                          | 4                 |

## Riconoscimenti
- Rock and Roll Hall of Fame - "500 Songs That Shaped Rock and Roll"

## Cover
Nel 2004 gli A Perfect Circle hanno realizzato una propria versione del brano, inclusa nell'album di cover Emotive.